# Boids
A Boids egy Craig Reynolds által 1986-ban kifejlesztett mesterséges élet program, ami a madárrajoknál megfigyelhető emergens viselkedést szimulálja virtuális lények (a boidok) segítségével.
Más emergens jelenségekhez hasonlóan a boidok is egyszerű viselkedési szabályokat követnek, azonban nagyszámú boid találkozásakor ezeknek a szabályoknak az interakciójából bonyolult minták alakulnak ki. A szabályok a legegyszerűbb változatban a következőek:
- szeparáció: a boidok elkerülik azokat a helyeket, ahol más boidok összesűrűsödtek;
- igazodás: a boidok átveszik a közelükben lévő boidok irányának átlagát;
- kohézió: a boidok a közelükben lévő boidok helyzetének átlaga felé mozognak (amennyire a szeparáció engedi).

A boid-csoportok viselkedésében ezen egyszerű szabályok váratlan mintákat eredményeznek, például akadályok előtt két csoportra válnak, és a túloldalon újra összeolvadnak, illetve egy boidcsoport néha minden látható ok nélkül több csoportra bomlik.
A boid-szabályrendszert gyakran használják a számítógépes grafikában madárcsapatok, halrajok és más hasonló együttmozgó csoportok irányítására.
Reynolds a Boids egy módosított változatát használta a Batman visszatér denevér- és pingvincsapatainak animálásához.